# Biblioteca Pública e Arquivo Regional de Ponta Delgada
A Biblioteca Pública e Arquivo Regional de Ponta Delgada é uma instituição cultural regional sita na cidade de Ponta Delgada, Açores, que conjuga as vertentes de biblioteca pública e de arquivo público para depósito da documentação oficial e particular referente às ilhas de São Miguel e de Santa Maria. 

## História
A Biblioteca de Ponta Delgada foi criada em 1841, por determinação expressa no artigo 7, do Decreto de 10 de dezembro de 1841.  Foi instalada na ala nascente do edifício do extinto Convento de Nossa Senhora da Graça, em Ponta Delgada, atual Conservatório Regional de Ponta Delgada.
Incialmente teve a denominação de Biblioteca Pública Municipal de Ponta Delgada (até 1931), que pela Lei de 12 de março de 1845, determinou que os custos de funcionamento e manutenção da instituição ficariam a cargo da Câmara Municipal de Ponta Delgada. 
O Arquivo de Ponta Delgada foi criado pelo Decreto-Lei nº 204841, de 6 de novembro de 1931, anexo à Biblioteca da cidade e dela fazendo parte para efeitos administrativos. O Decreto-Lei 20484, para além de remodelar o quadro de pessoal e institucionalizar o Arquivo Distrital, transferiu para a Junta Geral do Distrito as competências até aí exercidas pelo Município, no que respeita aos encargos com pessoal e funcionamento. A tutela da Biblioteca e Arquivo passou a estar diretamente subordinada à Inspeção Geral das Bibliotecas e Arquivos. Até à autonomia dos Açores, a instituição denominou-se Biblioteca Pública e Arquivo Distrital de Ponta Delgada (1931-1980). Com a criação da Região Autónoma dos Açores (RAA), em 1976, a tutela da instituição passou para a Secretaria Regional da Educação, Cultura e Desporto (ou pelas diversas denominações que teve ao longo dos vários Governos), através da Direção Regional da Cultura. 
Entre 1981 e atualidade denominou-se Biblioteca Pública e Arquivo de Ponta Delgada (1981-2000), Arquivo e Biblioteca Pública de Ponta Delgada e a atual designação de Biblioteca Pública e Arquivo Regional de Ponta Delgada (BPARPD).
Atualmente está instalada no edifício do antigo Colégio dos Jesuítas de Ponta Delgada, funcionando como um centro cultural, contando com diversos serviços culturais, incluindo um moderno auditório, e todos os tipos de suportes e tecnologias à disposição dos leitores e investigadores que a procuram.

### Acervo
No papel de Biblioteca Pública e Arquivo Regional, a instituição é considerada como uma das mais importantes a nível nacional, pela riqueza e diversidade dos fundos e coleções que possui, com destaque para os Fundos de José do Canto, Ernesto do Canto, Eugénio do Canto, Manuel Monteiro Velho Arruda, José de Torres, Armando Côrtes Rodrigues, Natália Correia, Mota Amaral, a biblioteca e arquivo de Teófilo Braga, a biblioteca de Antero de Quental, bem como a Anteriana do Dr. José Bruno Carreiro, e outras. Em termos de Obras Raras, possui cinco incunábulos e coleções de livros dos séculos XVI, XVII e XVIII, alguns oriundos dos antigos conventos no arquipélago, primeiras edições e outras, sem esquecer a Colecção Camoniana, e, ainda, os manuscritos das "Saudades da Terra" de Gaspar Frutuoso (SJ), "Espelho Cristalino" de frei Diogo das Chagas (OFM), "Crónicas da Província de S. João Evangelista das Ilhas dos Açores" de frei Agostinho de Monte Alverne (OFM), apenas para citar os mais importantes em seu extenso acervo. Dos fundos que o Arquivo tem, pode-se elencar os seguintes: o da Junta Autónoma do Porto de Ponta Delgada; o Arquivo da Santa Casa da Misericórdia de Ponta Delgada; o Arquivo da Casa dos Pescadores; o Arquivo da Empresa Domingos Dias Machado; o Arquivo da Alfândega de Ponta Delgada, o Arquivo de Família dos Condes da Silvã, o Arquivo da Junta Geral do Distrito Autónomo de Ponta Delgada, o Arquivo do Governo Civil de Ponta Delgada, os Arquivos das Conservatórias do Registo Civil, Cartórios Notarias e dos Tribunais das várias comarcas dos concelhos de São Miguel e Santa Maria, etc.

## Lista de Bibliotecários-diretores e Diretores
- 1842 - 1851 - Thomaz Brown Soares (1º bibliotecário)
- 1851 - 1861 - Mariano José Cabral
- 1897 - 1927 - Alexandre de Sousa Alvim
- 1927 - 1960 - João de Simas
- 1960 - 1970 - Alfredo Machado Gonçalves
- 1971 - 1980 - João dos Santos Silveira
- 1980 - 1983 - Manuel Coelho Batista de Lima (diretor da Biblioteca Pública e Arquivo Distrital de Angra do Heroísmo, que acumulou funções de diretor das duas instituições)
- 1983 - 1989 - Hugo Moreira
- 1989 - Susana Berquó e Velho Cabral Gago da Câmara (técnica superior servindo de diretora)
- 1990 - 1995 - José de Almeida Pavão
- 1995 - 2005 - Valter Manuel de Melo Rebelo
- 2005 - 2008 - Celeste Maria Pereira Freitas
- 2008 - 2011 - Carlos Guilherme Riley
- 2011 - 2017 - Rute Dias Gregório
- 2017 - 2021 - Madalena San-Bento
- 2021 - atual - Iva Matos Garcia